# Олександър Симчишин
Олександър Сергийович Симчишин (на украински: Олександр Сергійович Симчишин) е украински държавен служител, общественик и политик. От 2015 г. – кмет на Хмелницки от Всеукраинско обединение „Свобода“, 2020 г. – преизбран за втори мандат.

## Биография

### Образование
1997 г. – Завършва със златен медал Общообразователно училище № 2 в село Стара Синева. 2002 г. – става най-добрият студент на Историческия факултет на Каменец-Подилския държавен университет, носещ името на Иван Огиенко. След като завършва Историческия факултет с отличие, постъпва в аспирантурата на Каменецко-Подилския държавен университет, като избира да изследва дейността на местните организации на политическите партии в началото на XX век.
2007 г. – След завършване на аспирантурата Александър Симчишин защитава дисертация и получава научна степен кандидат на историческите науки.
2007 г. – След завършване на аспирантурата Олександър Симчишин защитава дисертация и получава научна степен кандидат на историческите науки.

### Наемане на работа
През 2007 – 2010 г. работи като доцент в катедрата по право в Хмелницкия институт за социални технологии към Отворения международен университет за развитие на човека „Украйна“.
В периода 2010 – 2014 г. е декан на факултета по икономика и право в Хмелницкия институт за социални технологии към Отворения международен университет за човешко развитие „Украйна“. Издател и редактор на вестник „Националистически век“.

### Политическа кариера
На 17-годишна възраст става член на Всеукраинския обединения „Тризъбец“ на името на Степан Бандера, а на 18 години се присъединява към Конгреса на украинските националисти. През 2007 г., след като оглавява секретариата на регионалната организация на Конгреса на украинските националисти, Олександър Симчишин полага усилия да превърне партията във влиятелна и мощна сила в Хмелницки.
2009 г. – Присъединява се към редиците на ВО „Свобода“. На 31 октомври 2010 г. е избран за депутат в градския съвет на Хмелницки (фракция „Свобода“).
От 25 април 2014 г. до юли 2015 г. – Хмелницка областна държавна администрация – първи заместник-председател.
От 25 септември 2014 г. до 6 март 2015 г. – Хмелницка областна държавна администрация – изпълняващ длъжността председател.

### Кмет на Хмелницки
25 октомври 2015 г. – Олександър Симчишин е номиниран за кметските избори от политическа партия „Свобода“. Той печели с 41943 (59,99%) гласа, изпреварвайки значително тогавашния действащ кмет Константин Чернилевски.
На 25 октомври 2020 г. той се кандидатира за втори път за кметския пост от името на Партията на свободата на местните избори. Той печели със 74062 (86,83%) гласа. Това е най-високата стойност сред всички регионални центрове на Украйна.

### Семейство
Баща му Сергий Василович Симчишин (1955) е инженер, а майка му Галина Григоривна Симчишин (1960) е учителка по украински език. През 2003 г. Олександър се жени. Със съпругата си Светлана отглеждат три деца, едното от които също е Олександър.

### Социални дейности
Вицепрезидент на FC Sportleader+. Като дете мечтае за футболна кариера. С течение на времето мечтата за професионален футбол прераства. Играл е в първенството на Хмелницката област по футбол за Старосинявския „Енергетик-Иква“. По време на шествието на феновете в Хмелницки на 31 март 2009 г. той подкрепя исканията на ултрасите, отправени към градската управа.